# Zaprudzie (sielsowiet Słobódka)
Zaprudzie (biał. Запруддзе – wieś na Białorusi, w obwodzie witebskim, w rejonie brasławskim, w sielsowiecie Słobódka.
Dawnej wieś i dwie osady Zaprudzie I i Zaprudzie II.

## Historia
W latach 1921–1945 wieś i osady leżały w Polsce, w województwie nowogródzkim (od 1926 w województwie wileńskim), w powiecie brasławskim, w gminie Brasław. 
Według Powszechnego Spisu Ludności z 1921 roku zamieszkiwało: 
- wieś – 51 osób, 2 było wyznania rzymskokatolickiego, 2 prawosławnego a 47 staroobrzędowego. Jednocześnie 4 mieszkańców zadeklarowało białoruską przynależność narodową a 47 litewską. Było tu 8 budynków mieszkalnych[2]. W 1931 w 25 domach zamieszkiwało 133 osoby[5].
- osadę Zaprudzie I – 27 osób, 7 było wyznania rzymskokatolickiego a 27 staroobrzędowego. Jednocześnie 5 mieszkańców zadeklarowało polską przynależność narodową,  2 białoruską a 20 litewską. Były tu 3 budynki mieszkalne[2].
- osadę Zaprudzie II – 23 osoby, 3 były wyznania rzymskokatolickiego a 20 staroobrzędowego. Jednocześnie 1 mieszkaniec zadeklarował polską przynależność narodową, 2 białoruską a 20 litewską. Były tu 3 budynków mieszkalnych[2]. W 1931 w 25 domach zamieszkiwało 133 osoby[5].

W 1938 wieś i osadę (wymieniono już tylko jedną) w 12 domach zamieszkiwało 100 osób.
Miejscowości należały do parafii rzymskokatolickiej w Ikaźni. Podlegała pod Sąd Grodzki w Brasławiu i Okręgowy w Wilnie; właściwy urząd pocztowy mieścił się w Brasławiu.